# Фундатор, Владимир Исаакович
Владимир Исаакович Фундатор (1903, Бобруйск или Игумен, Минская губерния, Российская империя — 1986, Москва, СССР) — советский учёный-металлург, специалист в области литейного производства.
Кандидат технических наук (1938), заслуженный изобретатель РСФСР (1978 г.), лауреат премии Совета министров СССР (1974).

## Биография
Родился в 1903 году по одним данным в Бобруйске, по другим в посёлке Игумен (ныне г. Червень) Минской губернии в еврейской семье и получил традиционное религиозное образование.
В 1929 году окончил МВТУ. После этого до 1944 года работал в Центральном НИИ технологии машиностроения. В 1931 году создал и возглавил первую в мире лабораторию по гидромоделированию литниковых систем. Запускал литейные цеха Сталинградского тракторного и Горьковского автомобильного заводов в 1931—1935 годах.
Во второй половине 1930-х годов изобрёл технологию силуминового литья в электротиглях, позволившую создать алюминиевый дизельный двигатель для танка Т-34.
С началом Великой Отечественной войны в июле 1941 года Владимир Фундатор был направлен на Уралмаш и Челябинский тракторный завод, где занимался внедрением в производство новой технологии изготовления авиационных и танковых моторов.
В 1944—1946, 1948—1950 годах преподавал в Московском технологическом институте легкой промышленности и Московском химико-технологическом институте мясной промышленности.
В 1946 году приехал в посёлок Червень, где во время Холокоста погибли в гетто его родители — Мария Иосифовна и Исаак Израильевич. За организацию сбора денег и несанкционированную властями попытку создать памятник погибшим евреям Червеня был изгнан с работы.
С 1953 года и до самой смерти заведовал лабораторией во Всесоюзном НИИ литейного машиностроения.
Умер в Москве в 1986 году, похоронен на Востряковском кладбище.

## Изобретения
Владимир Фундатор является автором 40 изобретений и около 120 научных печатных работ.
Новизна технологии силуминового литья в электротиглях подтверждена двумя авторскими свидетельствами (№ 57137 от 1937 г., № 64467 от 1942 г.), соавторами Фундатора были И. Колобнев и Е. Неткин.
Кроме технологии силуминового литья, Владимир Фундатор является автором ряда других изобретений в области металлургии.
Наряду с профессором Леви Л. И. принимал участие в разработке нового эффективного направления фильтрационного рафинирования металлов — Фирам-процесса, основанного на применении в качестве литейного фильтра тканой сетки из специального стекловолокна высокой химической и термической стойкости в жидком металле.

## Семья
Жена — Фрида Моисеевна Фундатор (1908—1983).

Сын — Юлий Владимирович Фундатор (1933), кандидат технических наук, специалист в области лазерной техники.

Дочь — Нинель Владимировна Волох, ученый-литейщик (1930—2006).